# Manuela Pal
María Manuela Pérez Bosch Palos (Buenos Aires, 9 de octubre de 1984), más conocida como Manuela Pal, es una actriz de cine, teatro y televisión argentina. En televisión suele interpretar villanas.

## Biografía
María Manuela Pérez Bosch nació el 9 de octubre de 1984 en el Instituto Médico de Obstetricia. Se la conoce como Manuela Pal. Es hija y nieta de actores. 

## Carrera
Manuela debutó como actriz a los ocho meses de edad, en Coraje mamá, la novela en la que trabajaba su madre. Como la autora se enteró de que Graciela Pal la extrañaba mucho, embarazó al personaje para que pudieran estar juntas. Después vinieron Vivan los novios, algún episodio de Alta comedia, e incluso un piloto para Canal 9 con Mariana Fabbiani y Pablo Echarri. En 1996 actuó en la exitosa tira infantil de Cris Morena, Chiquititas, protagonizada por Romina Yan. Después de que terminó sus estudios, participó por algunos capítulos en Malandras,Costumbres argentinas y Son amores, y también debutó en cine actuando en la película Palermo Hollywood, producida por Patagonik, en el año 2004. También en ese año se incorporó al elenco de Culpable de este amor, interpretando a Luciana. Después llegó una participación en el culebrón mexicano Frijolito y algunas participaciones en Casados con hijos y Alma pirata. Fue la nieta de Héctor Alterio en Vientos de agua, una coproducción española- argentina; y Fabiana en Sos mi vida, hasta que finalmente llegó su papel protagónico en cine: Abrígate, filmada en España en 2006 y dirigida por Ramón Costafreda, estrenada en Argentina en 2007 y en España el 23 de mayo de 2012. Recién llegada de España, a fines de 2006, protagonizó un capítulo de Mujeres asesinas en donde interpretó a Soledad. A principios de 2007, Manuela personificó a Clara en tres capítulos de Amas de casa desesperadas para la señal colombiana RCN Televisión y protagoniza en España el filme Abrígate. Manuela ganó popularidad como actriz con su trabajo en Son de Fierro, en donde interpretó a la divertida Luli, durante 2007. Durante ese año, Manuela participó del episodio piloto de La congeladora, un unitario para televisión producido por Gabriel García y Eduardo Lopilato. En 2008 encarnó a la malvada Franka Mayerhold en Casi ángeles, cuya labor generó muchas críticas positivas y la instaló como favorita en el público adolescente. Interpreta a la villana principal de la telenovela Herencia de amor, en 2009, protagonizada por Sebastian Estevanez y Luz Cipriota. Un año más tarde actúa en el reparto de Secretos de amor. En 2011 encarnó a la villana arrepentida Paula Lezcano en Herederos de una venganza, y en 2012 interpreta a Maggy en La dueña. En enero de 2013 protagonizó un capítulo del ciclo de unitarios ficcionales del programa Historias de corazón.  y coprotagoniza la miniserie de la TV Pública, Las huellas del secretario. Desde finales de 2013 hasta mediados de 2014 actúa en la comedia-dramática de Pol-Ka, Mis amigos de siempre la cual se emitió por Canal 13. En esta ficción interpretó al personaje de Leo. En 2014-2015 integró el elenco de la telenovela Noche y día, protagonizado por Facundo Arana y Romina Gaetani en el El Trece. En 2017 coprotagoniza Amar después de amar donde interpreta a Laura Godoy, en Telefe. Ese mismo año interpreta a Érika Martin, una de las antagonistas principales, en la telenovela Golpe al corazón, también por Telefe.

## Filmografía
| Año  | Título                  | Personaje | Dirección         | Notas                        |
| ---- | ----------------------- | --------- | ----------------- | ---------------------------- |
| 2004 | Palermo Hollywood       | Julieta   | Eduardo Pinto     | Debut en cine                |
| 2006 | Abrígate                | Valeria   | Ramón Costafreda  | Protagonista                 |
| 2010 | De roma con amor        | Gloria    | Roberto Malenotti | Reparto secundario           |
| 2012 | El faro rojo            | Paula     | Paula Silva       | Protagonista, (Cortometraje) |
| 2019 | La sombra en la ventana | María     | Gustavo Provitina | Protagonista                 |

## Televisión
| Año         | Título                               | Personaje                         | Canal         | Notas                                         |
| ----------- | ------------------------------------ | --------------------------------- | ------------- | --------------------------------------------- |
| 1985        | Coraje, mamá                         | Bebé                              | Canal 9       | Debut actoral, (sin acreditar)                |
| 1991        | Alta comedia                         | Manuela                           | Canal 9       | Participación Especial                        |
| 1995        | La hermana mayor                     | Luciana "Nina" Sosa Ferreyra      | Canal 9       | Elenco Infantil                               |
| 1996        | Chiquititas                          | Florencia Gómez                   | Telefe        | Protagonista Infantil                         |
| 2003        | Costumbres Argentinas                | Florencia "Flor"                  | Telefe        | Participación Especial                        |
| 2003        | Malandras                            | Victoria "Vicky"                  | Canal 9       | Participación Especial                        |
| 2004        | Culpable de este amor                | Luciana                           | Telefe        | Participación Especial                        |
| 2005        | Casados con hijos                    | Clienta de Pepe                   | Telefe        | "Episodio: Moni radioactiva"                  |
| 2006        | Sos mi vida                          | Fabiana                           | El Trece      | Participación Especial                        |
| 2006        | Vientos de agua                      | Alicia                            | El Trece      | Elenco de Reparto                             |
| 2006        | Mujeres asesinas 2                   | Soledad                           | El Trece      | "Ep: Soledad, cautiva"                        |
| 2006        | Alma pirata                          | Paloma Cortés                     | Telefe        | Participación Especial                        |
| 2007        | Amas de casa desesperadas            | Clara Rivas                       | El trece      | Participación Especial                        |
| 2007        | Son de fierro                        | Luciana "Luli" Manchini           | El trece      | Elenco Juvenil                                |
| 2008        | Casi ángeles                         | Franka Mayerhold                  | Telefe        | Antagonista                                   |
| 2008        | Don Juan y su bella dama             | Carolina Molina                   | Telefe        | Participación Especial                        |
| 2009        | Herencia de amor                     | Susi Reyes                        | Telefe        | Antagonista                                   |
| 2010        | Secretos de amor                     | Antonella Rossi                   | Telefe        | Elenco de Reparto                             |
| 2010        | Contra las cuerdas                   | Lili                              | TV Pública    | Elenco de Reparto                             |
| 2010        | Alguien que me quiera                | Carolina                          | El trece      | Participación Especial                        |
| 2011        | Herederos de una Venganza            | Paula Lezcano                     | El trece      | Antagonista                                   |
| 2012        | La dueña                             | Magdalena "Maggy" Rodríguez Costa | Telefe        | Elenco de Reparto                             |
| 2012        | Las huellas del secretario           | Rita Olivares                     | TV Pública    | Protagonista                                  |
| 2013        | Historias de corazón                 | Mariana Pilar                     | Telefe        | "Ep: Un juego para Roxy" "Ep: Apenas sesenta" |
| 2013 - 2014 | Mis amigos de siempre                | Leonora "Leo" Barceló             | El trece      | Coprotagonista                                |
| 2014 - 2015 | Noche & dia                          | Gisela Villa                      | El trece      | Elenco de Reparto                             |
| 2017        | Amar después de amar                 | Laura Eyzaguirre de Godoy         | Telefe        | Coprotagonista                                |
| 2017        | La Búsqueda de Laura                 | Laura Eyzaguirre de Godoy         | Telefe        | Protagonista                                  |
| 2017 - 2018 | Golpe al corazón                     | Erika Martín                      | Telefe        | Antagonista                                   |
| 2018        | Cien días para enamorarse            | Florencia Fernández               | Telefe        | Elenco de Reparto                             |
| 2019        | Junior Express                       | Luz Flash                         | Disney Junior | Participación Especial                        |
| 2022        | Diario de un gigoló                  | Leticia                           | Netflix       | Participación Especial                        |
| 2023        | Argentina, tierra de amor y venganza | Lorena                            | Canal Trece   | Participación Especial                        |

## Teatro
| Año         | Obra                   | Dirección                            |
| ----------- | ---------------------- | ------------------------------------ |
| 1996        | Chiquititas            | Cris Morena                          |
| 2003        | Eliot Ness             | Graciela Pal                         |
| 2010        | No confíes en mí       | Gabriel Rosas y Daniel Suárez Marzal |
| 2011        | Don Arturo Illia       | Héctor Gióvine                       |
| 2011        | La celebración         | Luis Romero                          |
| 2012        | La marca en el orillo  | Becky Garello y Eugenia Levin        |
| 2013 - 2014 | Los Elegidos           | Daniel Veronese                      |
| 2015        | Bajo terapia           | Daniel Veronese                      |
| 2017        | Un rato con él         |                                      |
| 2019        | Perfectos desconocidos | Guillermo Francella                  |
| 2021        | Transferencia          | Peto Menahem                         |
| 2021        | Los Bonobos            |                                      |
| 2023        | La verdad              | Ciro Zorzoli                         |

## Premios y nominaciones
| Año  | Premio                       | Categoría                     | Trabajo nominado      | Resultado |
| ---- | ---------------------------- | ----------------------------- | --------------------- | --------- |
| 2009 | Premios Clarín               | Actriz revelación             | Herencia de amor      | Nominada  |
| 2014 | Kids Choice Awards Argentina | Actriz de reparto favorita    | Mis amigos de siempre | Nominada  |
| 2015 | Premios ACE                  | Actriz protagónica en comedia | Bajo terapia          | Nominada  |